# Chiesa di San Vittore (Albavilla)
La chiesa di San Vittore è la parrocchiale di Albavilla, in provincia di Como ed arcidiocesi di Milano; fa parte del decanato di Erba.

## Storia
Già nel XIII secolo la primitiva chiesetta di Albavilla risultava filiale della pieve d'Incino; tale cappella è menzionata poi nella Notitia Cleri Mediolanensis del 1398.
Nel 1584, in seguito al trasferimento della sede plebanale da Incino ad Erba, la chiesa divenne filiale della pieve di Erba; sempre nel XVI secolo venne edificata una nuova chiesa di maggiori dimensioni nei pressi di quella vecchia.
Nel 1612 l'arcivescovo di Milano Federico Borromeo, compiendo la sua visita pastorale presso la chiesa, esortò il parroco ad ampliarla, dal momento che era insufficiente a soddisfare le esigenze della popolazione.
Nel 1705, dopo l'acquisto di un terreno dove farla sorgere, iniziò grazie all'interessamento dell'allora parroco don Agostino Cardona la realizzazione della nuova chiesa, che, seppur non ancora completa in tutte le sue parti, venne consacrata nel 1727 dal cardinal Odaleschi.
Nella relazione della visita pastorale del 1752 dell'arcivescovo Giuseppe Pozzobonelli si legge che nella chiesa di San Vittore d'Albavilla aveva sede la confraternita del Santissimo Sacramento e che aveva come filiali le l'antica parrocchiale e le chiesette di San Vincenzo Martire a Saruggia e di Santa Maria Lauretana a Molena.
Dalla relazione della visita pastorale del 1898 dell'arcivescovo Andrea Carlo Ferrari s'apprende che il presule, tenendo conto del fatto che la popolazione era cresciuta, aveva esortato ad ampliare la chiesa, la quale aveva come filiali il già citato oratorio di Santa Maria Lauretana e le chiesette di San Lorenzo Martire a Saruggia e delle Madonna della Rosa, che era la vecchia parrocchiale.
Dopo aver lasciato perdere l'idea di ricostruire la chiesa dalle fondamenta, si decise di limitarsi ad ingrandire l'edificio esistente e i lavori di rifacimento, iniziati nel 1913, furono condotti dall'impresa edile Castelli di Siziano su disegno dell'architetto Aliprandi; nel gennaio del 1916 la chiesa venne aperta al culto, mentre nei due decenni successivi provvide a decorare e ad abbellire la parrocchiale.
Nel 2008 la chiesa fu ristrutturata e in tal occasione si modificarono gli arredi e si rifecero l'impianto di riscaldamento.

## Descrizione

### Facciata
La facciata della chiesa, che è intonacata, presenta delle paraste e una cornice marcapiano che la spartisce in due registri, dei quali l'inferiore, che è più largo, è caratterizzato dal portale d'ingresso sopra il quale è posta la statua avente come soggetto San Vittore Martire, e il superiore presenta una finestra semicircolare. A coronare il tutto è il timpano.

### Interno
L'interno della chiesa è ad un'unica navata voltata a crociera, con la quale si incrociano dei piccoli transetti. Sono presenti una cupola e quattro cappelle laterali; l'aula termina con il presbiterio, rialzato di alcuni gradini e in cui è posto l'altare maggiore in marmi policromi. A chiudere il tutto è l'abside di forma semicircolare.
La chiesa conserva un affresco di scuola lombarda.